# Švýcarská ženská fotbalová reprezentace
Švýcarská ženská fotbalová reprezentace reprezentuje Švýcarsko v mezinárodních zápasech v ženském fotbale. Je účastníkem velkých turnajů, jako mistrovství světa ve fotbale žen (2015, 2023) a mistrovství Evropy ve fotbale žen (2017, 2022, 2025).
Švýcarská reprezentace odehrála svůj první zápas v roce 1972, ale na první účast na velkém turnaji si musela počkat až do roku 2015, kdy hrála na mistrovství světa.
Nejlepší střelkyně reprezentace je Ana-Maria Crnogorčević.